# Куксенко Павло Миколайович
Павло Миколайович Куксенко (13 (25 квітня) 1896 — 17 лютого 1982) — інженер і вчений, розробник систем ППО. Генерал-майор інженерно-технічної служби. Лауреат двох Сталінських премій.

## Біографія
Народився 13 (25 квітня) 1896 року.
У роки Першої світової війни, будучи студентом Московського університету, був покликаний в армію, де закінчив школу прапорщиків. Був направлений на Румунський фронт де і отримав поранення.
Після Жовтневої революції служив у військах зв'язку РСЧА.
Із 1923 року Куксенко — начальник радіолабораторії НДІ Військово-технічної ради зв'язку РСЧА. У 1924 році призначений постійним членом технічного комітету ВТУ РСЧА і одночасно завідувачем відділом радіоприймачів радіолабораторії НДІ ВТРЗ РСЧА, де працював до 3 лютого 1931 року . Потім був переведений в Ленінград. Брав участь у створенні першої радянської літакової радіостанції РСБ-5.
У 1937 році у зв'язку з відмовою радіостанції літака В. С. Гризодубової під час дальнього рекордного польоту був звинувачений у шкідництві та заарештований. Із 1939 року працював у НДІ радіопромисловості НКВС.
Викладав у ЛВАЗ імені С. М. Будьонного. Доктор технічних наук (1947). Керівник дипломної роботи С. Л. Берії.
Деякий час був консультантом лабораторії журналу «Радиолюбитель», автор популярних брошур і численних статей в «Радиолюбителе».
У вересні 1947 року полковник інженерно-технічної служби Куксенко призначений директором СБ-1 і головним конструктором системи КС-1 «Комета». У 1950 році був призначений головним конструктором зенітної ракетної системи ППО С-25 «Беркут».
У 1953 році, після смерті Й. В. Сталіна та арешту Л. П. Берії, був звільнений з посади головного конструктора та був призначений вченим секретарем науково-технічної ради КБ-1.
Професор, академік Академії артилерійських наук, генерал-майор інженерно-технічної служби.
У грудні 1978 році вийшов на пенсію.
Помер 17 лютого 1982 року. Похований у Москві на Введенському кладовищі.

## Нагороди та премії
- Сталінська премія третього ступеня (1946) — за створення нового типу радіоапаратури (приціл бомбардувальника)
- Сталінська премія (1952) — за створення системи «Комета» (?)
- нагороджений двома орденами Леніна (1953, 1955), двома орденами Трудового Червоного Прапора (1940, 1956), двома орденами Червоної Зірки (1943, 1945) та 7 медалями.